# Phyllodytes melanomystax
Phyllodytes melanomystax é uma espécie de anfíbio da família Hylidae. Endêmica do Brasil, pode ser encontrada nos estados da Bahia e Sergipe.